# Панголины
Панголи́ны, или я́щеры (лат. Pholidota), — отряд плацентарных млекопитающих. Название панголины происходит от малайск. pengguling — «сворачивающийся в шар».

## Описание
Панголины обладают рядом особенностей, сходных с броненосцами и муравьедами. Длина их тела составляет от 30 до 88 см, а хвост примерно такой же длины. Масса варьируется от 4,5 до 27 кг.
Тело панголинов покрыто крупными роговыми чешуями ромбической формы, расположенными черепицеобразно. Они подвижны, а их заострённые края обеспечивают дополнительную защиту. По мере износа чешуи постепенно заменяются новыми, при этом их количество остаётся неизменным на протяжении жизни. В отличие от рогового покрова рептилий и рыб, чешуи панголинов возникли независимо и выполняют защитную функцию.
Непокрытые чешуями части тела, такие как морда, брюхо, внутренняя поверхность ног и нижняя часть тела, покрыты короткой жёсткой шерстью.
Окраска серо-бурая. Конечности пятипалые; пальцы с большими когтями, служащими для копания. Морда вытянутая, ротовое отверстие небольшое, зубы частично или полностью отсутствуют. Маленькие глаза прикрыты толстыми веками, защищающими их от укусов насекомых. Длинный (до 40 см) язык покрыт клейкой слюной. Мышцы, приводящие язык в движение, настолько велики, что, проходя через грудную полость, доходят до таза. Желудок выстлан ороговевшим эпителием, в его полость вдаётся складка, покрытая роговыми зубами. Подобно птицам, панголины заглатывают мелкие камешки и песок, которые способствуют измельчению пищи. Череп удлинённый, сглаженный, с упрощённым рельефом.

## Распространение
Одно современное семейство Manidae с 8 видами, 4 из которых распространены в Экваториальной и Южной Африке и четыре — в Юго-Восточной Азии.

## Образ жизни

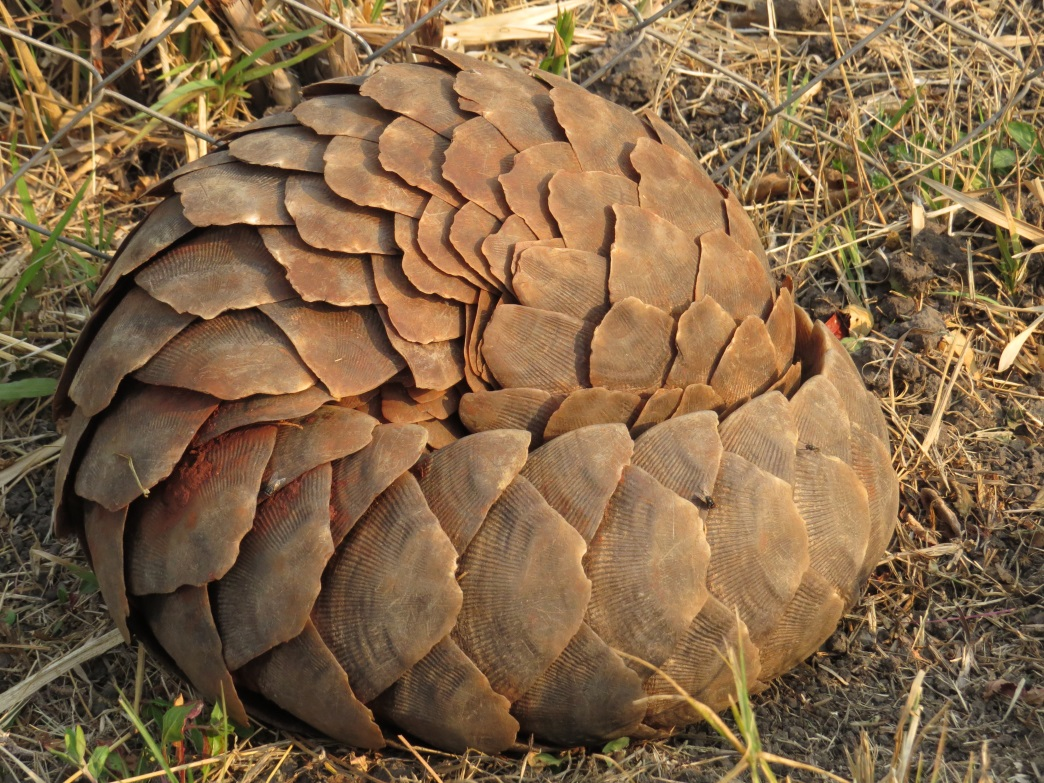
Саванный панголин в оборонительной позе

Населяют открытые местности и тропические леса. Наземные и древесные животные. Ведут ночной образ жизни, днём прячутся в глубоких (до 7,5 м) норах или дуплах и кронах деревьев. Движения медленные; самый быстрый из панголинов (степной ящер) бегает со скоростью 3,5—5 км/ч. Могут, подобно кенгуру, подниматься на задних лапах с опорой на хвост. При опасности панголины сворачиваются в клубок. Развернуть его под силу только крупному хищнику — например, тигру или леопарду. Однако если зверь почувствует это, то он испускает из анальных желёз жидкость с отвратительным запахом, отпугивающую врагов. У панголинов плохое зрение и слух, но прекрасное обоняние.

### Питание
Питаются муравьями и термитами. Как показали исследования, слюна панголинов обладает привлекательным для насекомых медовым запахом; ватка, смоченная этой слюной, привлекает термитов и муравьёв. В желудках панголинов находили от 150 до 2000 г насекомых (преимущественно 2—3 видов). Другую пищу эти животные почти не употребляют, что затрудняет их содержание в неволе. Воду панголины пьют, смачивая в ней язык и быстро втягивая его обратно в рот.
Муравейники служат панголинам не только столовой, но и своеобразной «станцией очистки» от паразитов. При этом зверь садится возле скопления рассвирепевших муравьёв и растопыривает чешуйки. Насекомые забираются под них и начинают кусать панголина, орошая его кожу муравьиной кислотой, но он терпит это. Через некоторое время панголин быстро прижимает чешуи к телу и раздавливает муравьёв, на чём процедура очищения и заканчивается. Впрочем, панголины не пренебрегают и обычным для других животных купанием в водоёмах.

### Размножение
Живут поодиночке. Размножаются раз в год. Беременность длится 120–150 дней. Африканские виды приносят одного детёныша, азиатские — от одного до трёх, длиной 17,5 см и массой 420 г. Новорождённые хорошо развиты, покрыты мягкими чешуйками, которые через несколько дней затвердевают. Через месяц молодые панголины уже начинают питаться насекомыми.

## Происхождение и эволюция
Ископаемые остатки известны из раннего и среднего палеогена Северной Америки, среднего палеогена — раннего неогена Европы, с раннего палеогена панголины известны в Африке и Южной Азии. Происхождение панголинов неясно. Их сходство с неполнозубыми (муравьедами и броненосцами) — внешнее, связанное с одинаковым способом питания.
Кладограмма:

|  | Хищные (Carnivora)    |
|  |                       |
|  | Панголины (Pholidota) |
|  |                       |

|  | Непарнокопытные (Perissodactyla)    |
|  |                                     |
|  | Китопарнокопытные (Cetartiodactyla) |
|  |                                     |

|  | Хищные (Carnivora)    |
|  |                       |
|  | Панголины (Pholidota) |
|  |                       |

|  | Непарнокопытные (Perissodactyla)    |
|  |                                     |
|  | Китопарнокопытные (Cetartiodactyla) |
|  |                                     |

|  | Хищные (Carnivora)    |
|  |                       |
|  | Панголины (Pholidota) |
|  |                       |

|  | Непарнокопытные (Perissodactyla)    |
|  |                                     |
|  | Китопарнокопытные (Cetartiodactyla) |
|  |                                     |

|  | Хищные (Carnivora)    |
|  |                       |
|  | Панголины (Pholidota) |
|  |                       |

|  | Непарнокопытные (Perissodactyla)    |
|  |                                     |
|  | Китопарнокопытные (Cetartiodactyla) |
|  |                                     |

|  | Хищные (Carnivora)    |
|  |                       |
|  | Панголины (Pholidota) |
|  |                       |

|  | Непарнокопытные (Perissodactyla)    |
|  |                                     |
|  | Китопарнокопытные (Cetartiodactyla) |
|  |                                     |

|  | Хищные (Carnivora)    |
|  |                       |
|  | Панголины (Pholidota) |
|  |                       |

|  | Непарнокопытные (Perissodactyla)    |
|  |                                     |
|  | Китопарнокопытные (Cetartiodactyla) |
|  |                                     |

|  | Хищные (Carnivora)    |
|  |                       |
|  | Панголины (Pholidota) |
|  |                       |

|  | Непарнокопытные (Perissodactyla)    |
|  |                                     |
|  | Китопарнокопытные (Cetartiodactyla) |
|  |                                     |

|  | Хищные (Carnivora)    |
|  |                       |
|  | Панголины (Pholidota) |
|  |                       |

|  | Непарнокопытные (Perissodactyla)    |
|  |                                     |
|  | Китопарнокопытные (Cetartiodactyla) |
|  |                                     |

## Классификация

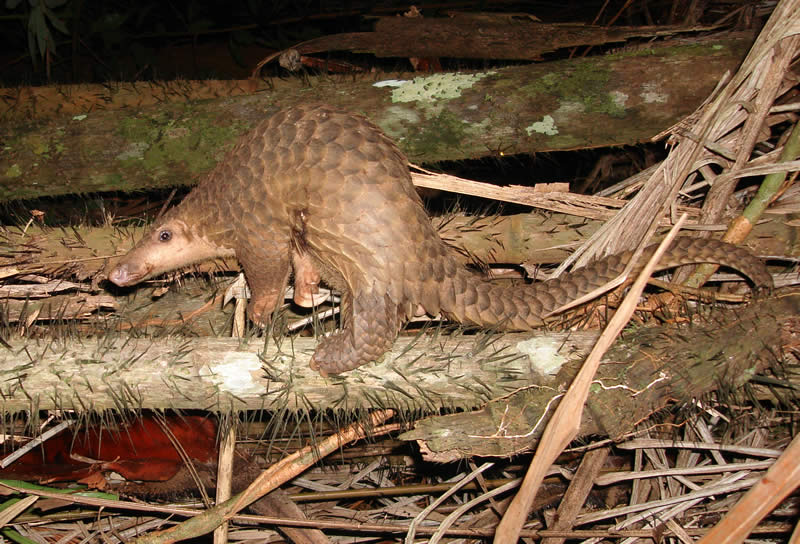
Яванский панголин

В отряде панголинов (Pholidota) выделяют одно современное семейство ящеровых (Manidae) с тремя сохранившимися родами и 8 видами в них, а также несколько ископаемых семейств:
- Семейство Manidae Gray, 1821 — Ящеровые, или панголиновые
  - Род Manis Linnaeus, 1758 — Ящеры
    - Подрод Manis Linnaeus, 1758
      - Manis crassicaudata É. Geoffroy, 1803 — Индийский ящер, или индийский панголин
      - Manis pentadactyla Linnaeus, 1758 — Китайский ящер, или китайский панголин

    - Подрод Paramanis Pocock, 1924
      - Manis culionensis de Elera, 1915
      - Manis javanica Desmarest, 1822 — Яванский ящер, или яванский панголин

  - Род Smutsia Gray, 1865
    - Manis gigantea Illiger, 1815 — Гигантский ящер, или гигантский панголин
    - Manis temminckii Smuts, 1832 — Степной ящер, или саванный панголин

  - † Род Necromanis Filhol, 1893
  - † Род Patriomanis Emry, 1970
    - † Patriomanis americanus Emry, 1970

  - † Род Teutomanis Ameghino, 1905
- † Семейство Eomanidae Storch, 2003
  - † Род Eomanis Storch, 1978
- † Семейство Patriomanidae Szalay & Schrenk, 1998
  - † Род Cryptomanis Gaudin et al., 2006
    - † Cryptomanis gobiensis Gaudin et al., 2006
- † Подотряд Palaeanodonta Matthew, 1918
  - † Род Amelotabes Rose, 1978
    - † Amelotabes simpsoni Rose, 1978

  - † Род Arcticanodon Rose et al., 2004
    - † Arcticanodon dawsonae Rose et al., 2004

  - † Род Eurotamandua Storch, 1981
  - † Род Melaniella Fox, 1984
    - † Melaniella timosa Fox, 1984

  - † Семейство Epoicotheriidae Simpson, 1927
    - † Род Alocodontulum Rose et al., 1978
    - † Род Auroratherium Tong & Wang, 1997
      - † Auroratherium sinense Tong & Wang, 1997

    - † Род Dipassalus Rose et al., 1991
      - † Dipassalus oryctes Rose et al., 1991

    - † Род Epoicotherium Simpson, 1927
      - † Epoicotherium unicum Douglass, 1905

    - † Род Tetrapassalus Simpson, 1959
      - † Tetrapassalus mckennai Simpson, 1959
      - † Tetrapassalus proius West, 1973

    - † Род Tubulodon Jepsen, 1932
      - † Tubulodon atopum Rose et al., 1978
      - † Tubulodon pearcei Gazin, 1952
      - † Tubulodon taylori Jepsen, 1932
      - † Tubulodon woodi Guthrie, 1967

    - † Род Xenocranium Colbert, 1942
      - † Xenocranium pileorivale Colbert, 1942

  - † Семейство Escavadodontidae Rose & Lucas, 2000
    - † Род Escavadodon Rose & Lucas, 2000
      - † Escavadodon zygus Rose & Lucas, 2000

  - † Семейство Metacheiromyidae Wortman, 1903
    - † Род Brachianodon Gunnell & Gingerich, 1993
      - † Brachianodon westorum Gunnell & Gingerich, 1993

    - † Род Metacheiromys Wortman, 1903
      - † Metacheiromys dasypus Osborn, 1904
      - † Metacheiromys marshi Wortman, 1903

    - † Род Mylanodon Secord et al., 2002
      - † Mylanodon rosei Secord et al., 2002

    - † Род Palaeanodon Matthew, 1918
      - † Palaeanodon ignavus Matthew, 1918
      - † Palaeanodon nievelti Gingerich, 1989
      - † Palaeanodon parvulus Matthew, 1918

    - † Род Propalaeanodon Rose, 1979
      - † Propalaeanodon schaffi Rose, 1979

## Угроза вымирания
Панголинов добывают с целью употребления в пищу во многих странах Африки, особенно часто на них охотятся бушмены. В некоторых странах Азии панголинов также едят; кроме того, народные знахари используют их чешую как лекарство. Всё это (а также уничтожение лесов, где обитают панголины) привело к резкому падению численности популяций. В ноябре 2010 года Зоологическое общество Лондона внесло панголинов в список генетически исчезающих млекопитающих. Международный союз охраны природы (IUCN) считает два вида панголинов исчезающими животными.
Основной ущерб панголинам наносят — несмотря на международное эмбарго на торговлю ими — именно нелегальные торговцы частями их тел из Азии (особенно из Вьетнама). Знахари утверждают, будто чешуя панголинов стимулирует лактацию у женщин, лечит рак и астму (научные подтверждения этого отсутствуют). За последние десять лет было много конфискаций незаконно перевозимых панголинов или частей их тел. При одном из таких задержаний у владельца китайского корабля было изъято 10 тонн мяса панголинов.